# Patrick Lindsey
Pour les articles homonymes, voir Lindsey.
Patrick Lindsey, né le 22 avril 1982 à Dallas aux États-Unis, est un pilote automobile, propriétaire d'écurie et un homme d'affaires américain. Il est le président de la société Mira Vista Aviation.

## Carrière

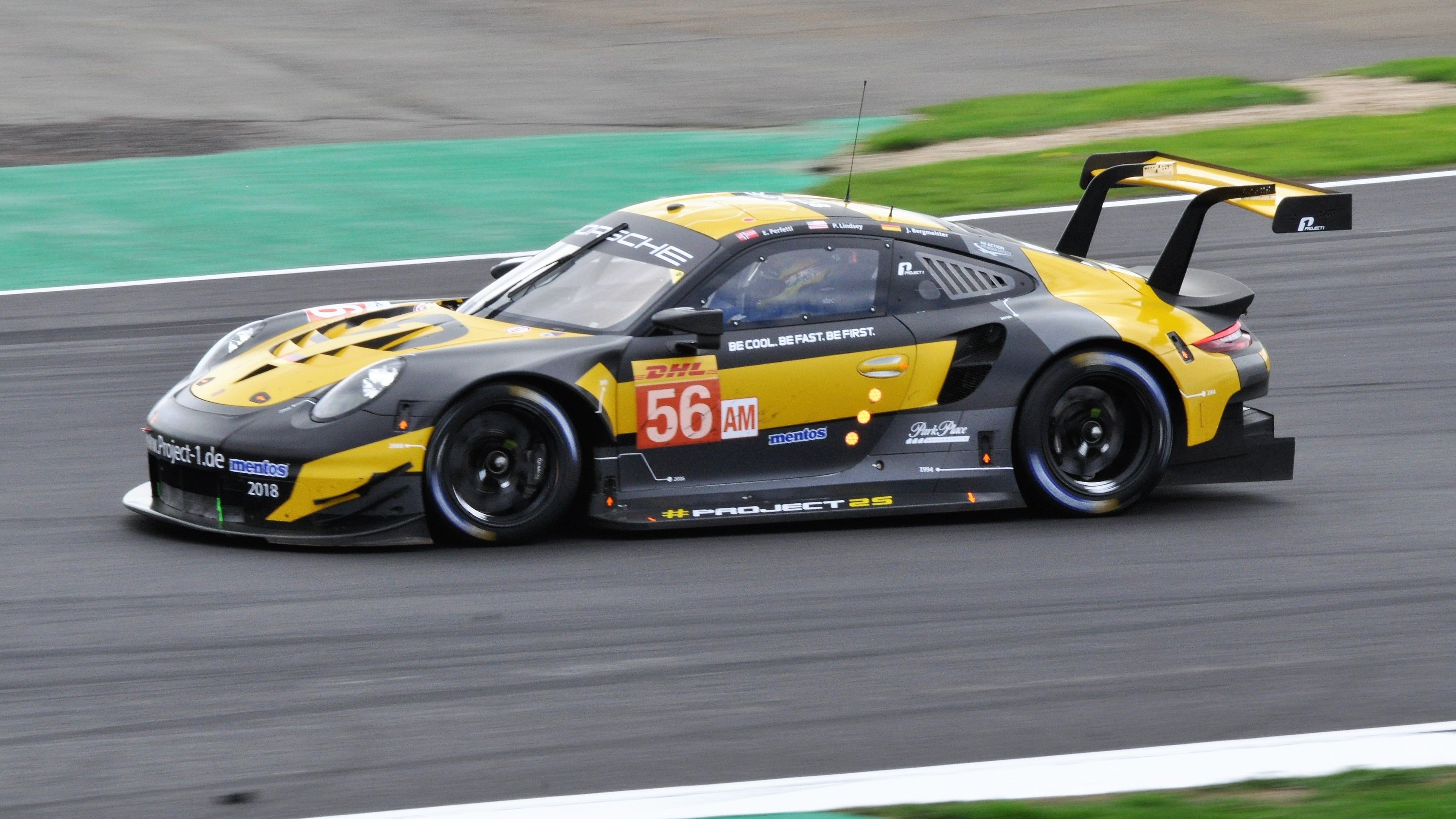
Porsche 911 RSR de l'écurie Team Project 1 aux 6 Heures de Silverstone 2018

## Palmarès

### 24 Heures du Mans
| Année | Écurie         | Copilotes                        | Voiture         | Classe   | Tours | Pos. | Class Pos. |
| ----- | -------------- | -------------------------------- | --------------- | -------- | ----- | ---- | ---------- |
| 2018  | Team Project 1 | Jörg Bergmeister Egidio Perfetti | Porsche 911 RSR | LMGTE Am | 332   | 34e  | 7e         |
| 2019  | Team Project 1 | Jörg Bergmeister Egidio Perfetti | Porsche 911 RSR | LMGTE Am | 334   | 31e  | 1er        |

### Championnat du monde d'endurance FIA
| Année   | Écurie         | Voiture         | Moteur                    | Classe   | 1     | 2     | 3     | 4     | 5     | 6     | 7     | 8   | Position | Points |
| ------- | -------------- | --------------- | ------------------------- | -------- | ----- | ----- | ----- | ----- | ----- | ----- | ----- | --- | -------- | ------ |
| 2018–19 | Team Project 1 | Porsche 911 RSR | Porsche 4,0 L Flat-6 Atmo | LMGTE Am | SPA 9 | LMS 3 | SIL 3 | FUJ 1 | SHA 2 | SEB 3 | SPA 5 | LMS | 1re*     | 113*   |

N.B. * Saison en cours. Les courses en " gras  'indiquent une pole position, les courses en "italique" indiquent le meilleur tour de course.

### WeatherTech SportsCar Championship
| Année | Ecurie                 | Châssis                | Moteur                    | Classe | 1      | 2      | 3      | 4        | 5        | 6     | 7      | 8      | 9        | 10     | 11     | 12    | Position | Points |
| ----- | ---------------------- | ---------------------- | ------------------------- | ------ | ------ | ------ | ------ | -------- | -------- | ----- | ------ | ------ | -------- | ------ | ------ | ----- | -------- | ------ |
| 2014  | Park Place Motorsports | Porsche 911 GT America | Porsche 4,0 l Flat-6 Atmo | GTD    | DAY 13 | SEB 17 | LGA 9  | BEL Abd. | WGL Abd. | MOS 2 | IMS 10 | ELK 10 | VIR Abd. | AUS 10 | ATL 13 |       | 20e      | 173    |
| 2015  | Park Place Motorsports | Porsche 911 GT America | Porsche 4,0 l Flat-6 Atmo | GTD    | DAY 16 | SEB 12 | LBH 1  | LGA 5    | WGL 11   | MOS 6 | ELK 3  | VIR 10 | AUS 5    | ATL 1  |        |       | 5e       | 266    |
| 2016  | Park Place Motorsports | Porsche 911 GT3 R      | Porsche 4,0 l Flat-6 Atmo | GTD    | DAY 17 | SEB 17 | LGA 11 | BEL 2    | WGL 8    | MOS 6 | LIM 10 | ELK 2  | VIR      | AUS 5  | ATL 12 |       | 11e      | 222    |
| 2017  | Park Place Motorsports | Porsche 911 GT3 R      | Porsche 4,0 l Flat-6 Atmo | GTD    | DAY 24 | SEB 6  | LBH 4  | AUS 8    | BEL 9    | WGL 8 | MOS 9  | LIM 1  | ELK 2    | VIR 10 | LGA 3  | ATL 3 | 3e       | 298    |
| 2018  | Park Place Motorsports | Porsche 911 GT3 R      | Porsche 4,0 l Flat-6 Atmo | GTD    | DAY 18 | SEB 9  | MOH    | BEL      | WGL 6    | MOS   | LIM    | ELK 11 | VIR      | LGA 2  | ATL    |       | 16e      | 112    |
| 2019  | Park Place Motorsports | Porsche 911 GT3 R      | Porsche 4,0 l Flat-6 Atmo | GTD    | DAY 7  | SEB 6  | MOH    | BEL      | WGL      | MOS   | LIM    | ELK    | VIR      | LGA    | ATL    |       | 19e*     | 49*    |

N.B. * Saison en cours. Les courses en " gras  'indiquent une pole position, les courses en "italique" indiquent le meilleur tour de course.